# Ил Кастело ди Каде (Ређо Емилија)
Ил Кастело ди Каде је насеље у Италији у округу Ређо Емилија, региону Емилија-Ромања.
Према процени из 2011. у насељу је живело 46 становника. Насеље се налази на надморској висини од 53 м.